# Левково (Чарозерское сельское поселение)
Левково — деревня в Кирилловском районе Вологодской области.
Входит в состав Чарозерского сельского поселения, с точки зрения административно-территориального деления — в Печенгский сельсовет.
Расстояние до районного центра Кириллова по автодороге — 112 км, до центра муниципального образования Чарозера по прямой — 22 км. Ближайшие населённые пункты — Козлово, Шухтино, Мережино, Русино, Бархатово, Ефремовская, Королево, Степачево, Воронино, Васюково, Семеновская, Рыбацкая.
По переписи 2002 года население — 3 человека.